# Béthencourt-sur-Somme
Béthencourt-sur-Somme település Franciaországban, Somme megyében. Lakosainak száma 126 fő (2022. január 1.). Béthencourt-sur-Somme Mesnil-Saint-Nicaise, Morchain, Pargny, Rouy-le-Grand, Villecourt és Voyennes községekkel határos.

## Népesség
A település népességének változása:
| Lakosok száma | 131  | 130  | 132  | 129  | 129  | 129  | 128  | 127  | 126  |
|               | 2013 | 2015 | 2016 | 2017 | 2018 | 2019 | 2020 | 2021 | 2022 |